# Джон Медден (хокеїст)
Джон Джозеф Медден (англ. John Joseph Madden; 4 травня 1973, м. Беррі, Канада) — канадський хокеїст, центральний нападник. Виступає за «Флорида Пантерс» у Національній хокейній лізі.
Виступав за Мічиганський університет (NCAA), «Олбані Рівер-Ретс» (АХЛ), «Нью-Джерсі Девілс», ГІФК (Гельсінкі), «Чикаго Блекгокс», «Міннесота Вайлд».
В чемпіонатах НХЛ — 883 матчі (162+183), у турнірах Кубка Стенлі — 134 матчі (21+22). В чемпіонатах Фінляндії — 3 матчі (0+0).
Досягнення
- Володар Кубка Стенлі (2000, 2003, 2010)

Нагороди
- Трофей Френка Дж. Селке (2001).